# Tole alascensis
Tole alascensis là một loài chân đều trong họ Janiroidea incertae sedis. Loài này được Benedict miêu tả khoa học năm 1905.